# Carmen Garayalde

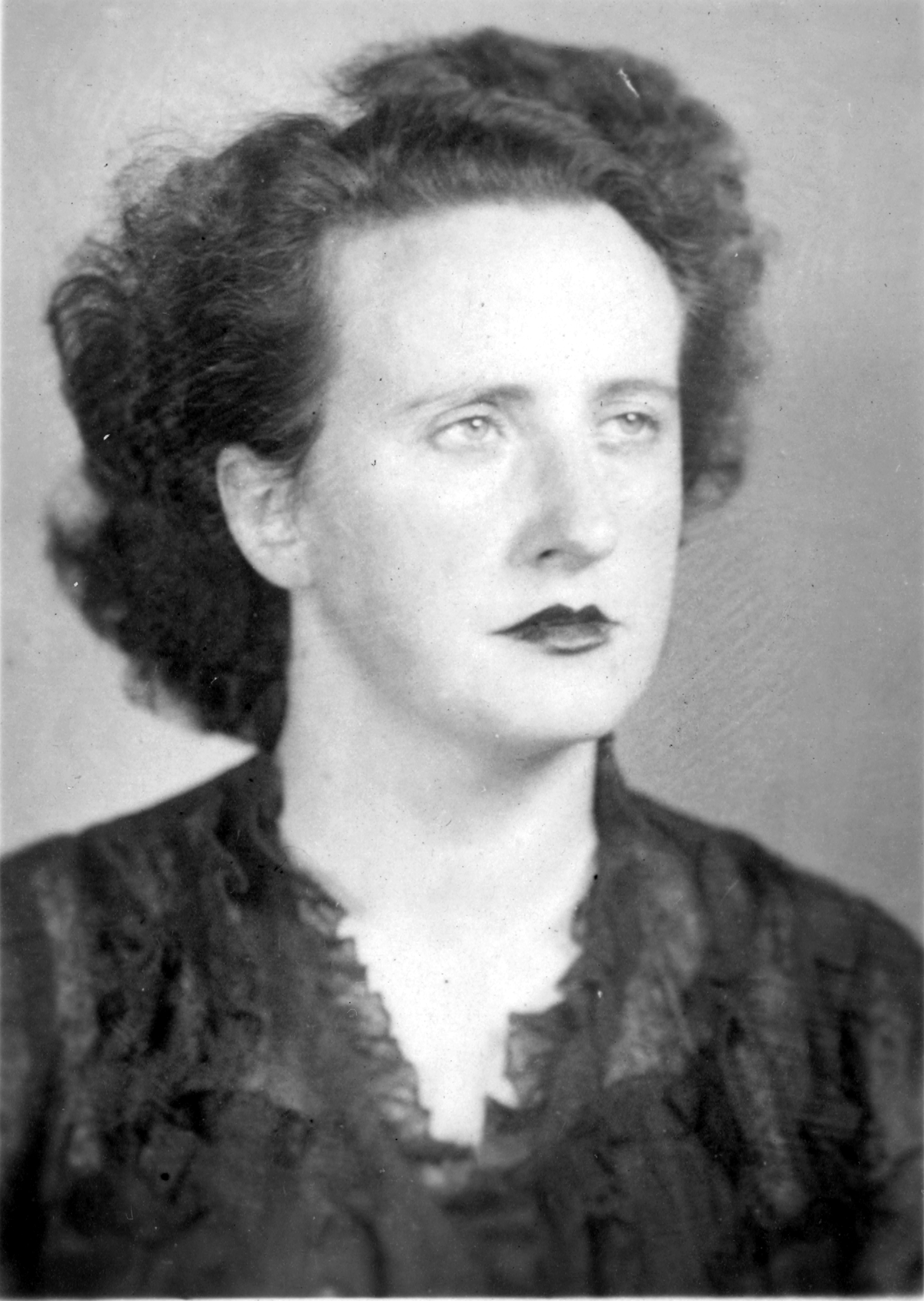
Bức ảnh của Carmen Garayalde được chụp vào khoảng năm 1950.

Carmen Garayalde Zubizarreta (8 tháng 8 năm 1913 - 8 tháng 9 năm 2002) là một giáo viên, nhà hoạt động chính trị lưu vong, và nghệ sĩ người Uruguay.

## Tiểu sử
Carmen Garayalde sinh ngày 8 tháng 8 năm 1913 tại Montevideo, Uruguay trong một gia đình di dân xứ Basque sung mãn về tài chính. Khi còn trẻ, cô đã học hát và violin, và tham gia dàn nhạc thính phòng của Jose Pedro Massera, được thành lập bởi bạn bè và gia đình của Massera Lerena, với tư cách là một ca sĩ.
Garayalde học hội họa tại Círculo de Bellas Artes, nơi cô từng học các giáo viên Domingo Bazurro và Guillermo Laborde, sau này Garayalde sẽ lại học tại University of Labor of Uruguay  để tìm hiểu về thành phần và trang trí. Cô cũng học những bài học về hội họa và điêu khắc từ Cecilia Marcovich, Demetrio Urruchúa  và María Carmen Portela. Dưới sự chỉ đạo của Portela, Garayalde bắt đầu phát triển kỹ thuật đồ họa về điểm khô.
Garayalde có một tình bạn thân thiết với Amalia Polleri, người mà cô đã cùng thực hiện một tấm áp phích và giành chiến thắng trong một cuộc thi do Ủy ban Phụ nữ tổ chức để gửi viện trợ nhân đạo đến Tây Ban Nha vào năm 1937. Hai năm sau, hai người phụ nữ này xuất hiện tại một chương trình do Demetrio Urruchúa tổ chức tại Plaza de Cagancha.